# Crocidura poensis
Crocidura poensis is een spitsmuis uit het geslacht Crocidura.

## Verspreiding
De soort komt voor in Benin, Kameroen, Ivoorkust, Equatoriaal-Guinea (inclusief op Bioko), Ghana, Guinee, Liberia, Nigeria, Sao Tomé en Principe (alleen op Principe), Sierra Leone en Togo.
De natuurlijke habitat voor de soort bestaat uit tropische of subtropische bossen, maar ze worden soms ook in savannes en graslanden aangetroffen. Het verspreidingsgebied van deze spitsmuis is vrij groot en het is in delen van het gebied een vrij algemene soort. Het is in het algemeen geen bedreigde soort.
De populatie op het eiland Principe is mogelijk een aparte soort, Crocidura fingui.
aleksandrisi ·
allex ·
andamanensis ·
ansellorum ·
arabica ·
arispa ·
armenica ·
attenuata ·
attila ·
baileyi ·
baluensis ·
batakorum ·
batesi ·
beatus ·
beccarii ·
bottegi ·
bottegoides ·
brunnea ·
buettikoferi ·
caliginea ·
canariensis ·
caspica ·
cinderella ·
congobelgica ·
crenata ·
crossei ·
cyanea ·
denti ·
desperata ·
dhofarensis ·
dolichura ·
douceti ·
dsinezumi ·
eisentrauti ·
elgonius ·
elongata ·
erica ·
fischeri ·
flavescens ·
floweri ·
foetida ·
foxi ·
fuliginosa ·
fulvastra ·
fumosa ·
fuscomurina ·
glassi ·
gmelini ·
goliath ·
gracilipes ·
grandiceps ·
grandis ·
grassei ·
grayi ·
greenwoodi ·
harenna ·
hildegardeae ·
hilliana ·
hirta ·
hispida ·
horsfieldii ·
hutanis ·
indochinensis ·
jacksoni ·
jenkinsi ·
jouvenetae ·
katinka ·
kegoensis ·
kivuana ·
lamottei ·
lanosa ·
lasiura ·
latona ·
lea ·
lepidura ·
leucodon ·
levicula ·
littoralis ·
longipes ·
lucina ·
ludia ·
luna ·
lusitania ·
macarthuri ·
macmillani ·
macowi ·
malayana ·
manengubae ·
maquassiensis ·
mariquensis ·
maurisca ·
maxi ·
mindorus ·
miya ·
monax ·
monticola ·
montis ·
muricauda ·
musseri ·
mutesae ·
nana ·
nanilla ·
negligens ·
negrina ·
nicobarica ·
nigeriae ·
nigricans ·
nigripes ·
nigrofusca ·
nimbae ·
niobe ·
obscurior ·
olivieri ·
orientalis ·
orii ·
pachyura ·
palawanensis ·
panayensis ·
paradoxura ·
parvipes ·
pasha ·
pergrisea ·
phaeura ·
phuquocensis ·
picea ·
pitmani ·
planiceps ·
poensis ·
polia ·
pullata ·
raineyi ·
ramona ·
rapax ·
religiosa ·
rhoditis ·
roosevelti ·
russula ·
selina ·
serezkyensis ·
shantungensis ·
sibirica ·
sicula ·
silacea ·
smithii ·
sokolovi ·
somalica ·
stenocephala ·
suaveolens ·
susiana ·
tanakae ·
tansaniana ·
tarella ·
tarfayensis ·
telfordi ·
tenuis ·
thalia ·
theresae ·
thomensis ·
trichura ·
turba ·
ultima ·
usambarae ·
viaria ·
virgata ·
voi ·
vorax ·
vosmaeri ·
watasei ·
whitakeri ·
wimmeri ·
wuchihensis ·
xantippe ·
yankariensis ·
zaitsevi ·
zaphiri ·
zarudnyi ·
zimmeri ·
zimmermanni